# Kosta Hakman
Kosta Hakman(en cirílico serbio: Коста Хакман, Bosanska Krupa, 22 de mayo de 1899 - Opatija, 9 de diciembre de 1961) fue un pintor yogoslavo perteneciente a la corriente neoimpresionista/expresionista.

## Biografía
Su madre era serbia y su padre descendía de inmigrantes polacos. Lo bautizaron por el rito ortodoxo serbio.
En 1914 fue arrestado por las autoridades austrohúngaras por ser miembro del movimiento de liberación Joven Bosnia.
Terminó el colegio en Tuzla y estudió bellas artes en Praga y en la Academia de Bellas Artes de Cracovia.
En 1938 se casó con Bosa Pavlović, y entre sus numerosas actividades fue profesor de la Academia de Bellas Artes de Belgrado.
De 1941 a 1944 fue preso de guerra en el campo de concentración de Dortmund. En 1947 se volvió a casar con Radmila Lozanić y regresó a su puesto de profesor en la Academia de Belgrado. Se retiró en 1958.